# Петруша Воля
Петруша Воля (пол. Pietrusza Wola) — українське село в Польщі, у гміні Вояшувка Кросненського повіту Підкарпатського воєводства.
Населення — 307 осіб (2011).
Через село протікає річка Ріпничанка.

## Етнографія
Науковці зараховували жителів Петроші Волі разом з довколишніми селами до  замішанців — проміжної групи між лемками і надсянцями.

## Історія
У 1939 році в селі проживало 900 мешканців (840 українців, 50 поляків і 10 євреїв). Село належало до греко-католицької парохії Ріпник Короснянського деканату.
У 1975-1998 роках село належало до Кросненського воєводства.

## Демографія
Демографічна структура станом на 31 березня 2011 року:
|          | Загалом | Допрацездатний вік | Працездатний вік | Постпрацездатний вік |
| -------- | ------- | ------------------ | ---------------- | -------------------- |
| Чоловіки | 144     | 26                 | 104              | 14                   |
| Жінки    | 163     | 39                 | 83               | 41                   |
| Разом    | 307     | 65                 | 187              | 55                   |

## Народились
У селі народився один з найвідоміших радянських розвідників Петро Когут, організатор та перший голова товариства «Лемківщина» в Україні, один з ініціаторів створення капели «Лемковина».